# José Carlos Bernardo
José Carlos Bernardo, mais conhecido como Zé Carlos (Juiz de Fora, 28 de abril de 1945 — Belo Horizonte, 12 de junho de 2018), foi um futebolista brasileiro.
Até 2015, era o jogador que por mais vezes havia atuado com a camisa do Cruzeiro, sendo 619 jogos entre 1965 e 1977. Em 2015 a marca foi ultrapassada pelo goleiro Fábio. 

## Carreira
Zé Carlos começou a carreira nas categorias de base do Sport Club Juiz de Fora e, aos dezessete anos, era considerado o melhor volante da cidade.
Em 1965, o Cruzeiro contratou-o por sete milhões de cruzeiros e manteve-o na reserva, geralmente entrando para substituir um dos titulares do meio-campo, Piazza, Tostão e Dirceu Lopes. Foi o técnico Gérson dos Santos que acabou com o problema, mudando o esquema do time para acomodar Zé Carlos entre os titulares. O novo esquema passou a ser chamado de "quadrado", por ter os quatro jogando juntos. Tostão foi deslocado para jogar no ataque e o esquema deu certo.
Habilidoso, antevia as jogadas e executava passes e lançamentos preciosos. Outra qualidade sua eram as cobranças de falta e as finalizações a gol. Pelo clube, foi campeão, dentre outros, da Taça Brasil de 1966 e da Copa Libertadores da América de 1976.
Sua primeira partida com a Seleção Brasileira foi em 1968, em um amistoso contra a Alemanha no Maracanã. Em fevereiro de 1970, chegou a ser convocado para os preparativos para a Copa do Mundo após o corte de Toninho Guerreiro, mas acabaria cedendo o lugar a Clodoaldo. Chegou a realizar oito jogos pela Seleção e marcou um gol.
Em 1978, foi levado pelo técnico Carlos Alberto Silva para jogar no Guarani e foi um dos principais jogadores na conquista do Campeonato Brasileiro daquele ano.
Passou pelo Villa Nova e encerrou a carreira em 1980.
No fim de sua vida, Zé Carlos sofria de sequelas de um acidente vascular cerebral isquêmico e contou com a ajuda não só do Cruzeiro, mas também dos torcedores do clube mineiro. O ex-jogador morreu em 12 de junho de 2018, aos 73 anos.

## Títulos
Cruzeiro
- Taça Libertadores da América: 1976
- Campeonato Brasileiro: 1966
- Campeonato Mineiro: 1965, 1966, 1967]1968, 1969, 1972, 1973, 1974, 1975 e 1977
- Taça Minas Gerais: 1973
- Torneio Início de Minas Gerais: 1966
- Demais torneios e taças
  - Torneio de Jacarta (IND): 1972
  - Torneio de Hong Kong (CHI): 1972
  - Taça Miller (EUA): 1972
  - Torneio da Tailândia (THA): 1972
  - Torneio do Governador (BA): 1971
  - Torneio 11 de Outubro (PAN): 1971
  - Torneio de Caracas (VEN): 1970
  - Torneio José Guilherme (BRA): 1970
  - Torneio do México (MÉX): 1967
  - Torneio Quadrangular (BRA): 1966
  - Taça Rio Branco (URU): 1966
  - Torneio de Barbacena (MG): 1965
  - Torneio Mário Coutinho (MG): 1965
  - Torneio do Bispo (MG): 1965
  - Torneio Natalino Triginelli (MG): 1965

Guarani
- Campeonato Brasileiro: 1978